# Dolmen del Prat Tancat
El Dolmen del Prat Tancat és un dolmen a dos quilòmetres a l'est del nucli urbà al terme municipal de Sant Climent Sescebes, (Alt Empordà), inclòs a l'Inventari del Patrimoni Arqueològic i Paleontològic de Catalunya.
Es troba a prop del Dolmen de la Cabana Arqueta i del Dolmen de Tires Llargues. Fou identificat i citat per primera vegada el 1890 per Joan Avilés i Arnau.
És un sepulcre de corredor de cambra rectangular que presenta a la llosa de coberta 16 cassoletes rituals.
No s'hi ha observat restes d'enllosat. Les dimensions internes de la cambra són 1,8 metres de longitud per 1,4 metres d'amplada per 1,4 metres d'alçada. L'accés a la cambra es faria per un corredor de lloses o de murs de pedra seca que no s'ha conservat. El túmul de secció circular i uns 8 o 9 metres de diàmetre està fet de reompliment de pedres i terra. No es conserven restes de l'anell exterior de contenció.